# Boris Blacher
Boris Blacher (Niuzhuang, China; 19 de enero de 1903-Berlín, RDA; 30 de enero de 1975) fue un compositor y libretista alemán.

## Biografía
Blacher nació en la ciudad de Niuzhuang (Manchuria), donde su padre, ruso-asiático-estonio, trabajaba en un banco; su madre era alemana. La familia se trasladó a la ciudad siberiana de Irkutsk en 1914, y en 1922 se fue a Berlín a estudiar, primero arquitectura, matemáticas y después música en la Musikhochschule (1924-26) y en la Universidad (1927-31).
Blacher pasó a ser alumno de composición de Friedrich Ernst Koch y estudió musicología con Friedrich Blume, Arnold Schering y Moritz von Hornbostel. Encontró trabajo haciendo arreglos de música popular y música de cine.
En 1938 comenzó a trabajar como profesor en el Conservatorio de Dresde. Puesto que perdió, acusado de escribir música degenerada, con la llegada del nacionalsocialismo. Su carrera se reanudó después de 1945, tras la guerra, Blacher se convirtió rápidamente en un destacado compositor y profesor. En 1948, Blacher se convirtió en profesor de la Musikhochshule de Berlín, de la que llegó a ser director en 1953, cargo que ocupó hasta 1970.
Además de llevar a cabo otras actividades pedagógicas en Salzburgo y Tanglewood, dirigió el estudio de electrónica de la Universidad Técnica de Berlín. En 1956, Blacher fue elegido vicepresidente, y doce años más tarde, presidente de la Academia de las Artes: sucedía en el puesto a Hans Scharoun, cuyo proyecto para la Philharmonie había respaldado por aquel entonces como miembro del jurado.
Hoy es considerado como una de las figuras musicales más influyentes de su tiempo. Entre sus alumnos se encuentran Aribert Reimann, Isang Yun, Maki Ishii, Fritz Geißler, Giselher Klebe, Heimo Erbse, Richard Aaker Trythall, Klaus Huber, Francis Burt, Gottfried von Einem, Kalevi Aho y Richard Wernick.
Blacher estuvo casado con la pianista Gerty Blacher-Hertzog. Tuvieron cuatro hijos, entre ellos la actriz alemana Tatjana Blacher y el violinista internacional Kolja Blacher. 
Murió en Berlín en 1975, a los 72 años. Fue enterrado en un Ehrengrab en el Waldfriedhof Zehlendorf, Berlín.

## Obras

### Ballet
- Música concertante
- Preußisches Märchen
- Hamlet
- Lisístrata
- Der Mohr von Venedig
- El moro de Venecia y Tristán

### Ópera
- Tarakanova
- Leyenda prusiana
- Rosamunde Floris